# 薛灵芸

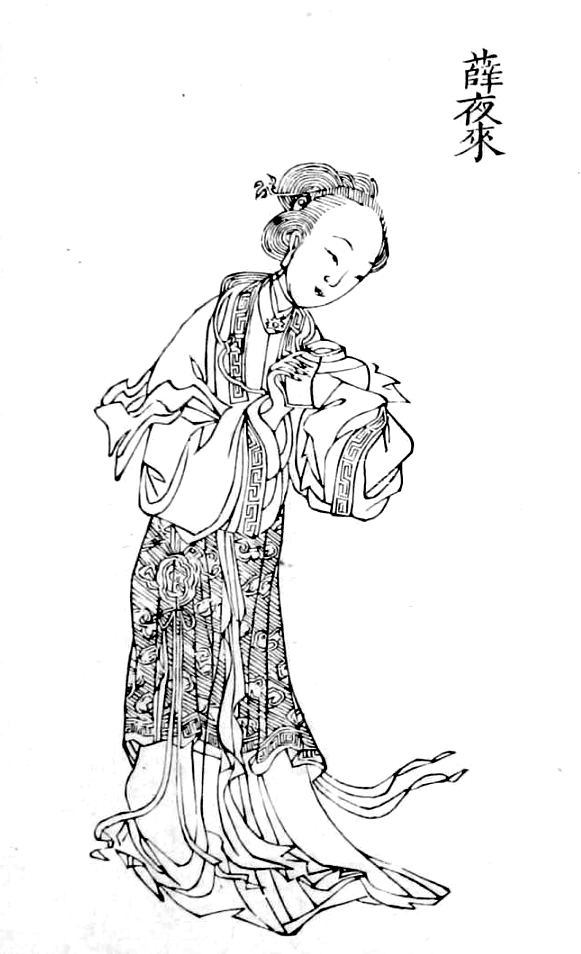
薛夜来像，出自《百美新咏图传》

薛灵芸，後由魏文帝改名薛夜來。三國時代的人物，出身常山郡，為魏文帝曹丕的宮人。“红泪”典故中的主角及傳說為斜紅妝飾的創始人。又因其善女紅而被後世奉為針神。

## 紅淚典故
“红泪”指女子的眼泪，典出《拾遺記》。后世如南宋词人陆游在其所著的名词《钗头凤》中“……泪痕红浥鲛绡透……”的一句有所引用。

## 斜紅傳說
五代後蜀的詞人張泌所著的《妝樓記》寫道：「夜來初入魏宮，一夕，文帝在燈下詠，以水晶七尺屏風障之。夜來至，不覺面觸屏上，傷處如曉霞將散，自是宮人俱用胭脂仿畫，名曉霞妝。」夜來即薛靈芸，初入曹魏文帝曹丕後宮時，一晚，曹丕正在燈下讀書，四周圍以水晶屏風。由於燈光昏暗，水晶屏風又透明如無物，當薛夜來走向魏文帝時，鬢邊不慎撞上水晶屏風且血流不止。待鮮血擦去後，傷處留下如朝霞將散的痕跡，即使痊癒後仍留有如新月般的疤痕。後來宮中女子見薛夜來受寵，便爭相在兩鬢邊學著薛夜來的傷痕，用硃砂、胭脂等紅色膏料畫上面飾，稱曉霞妝。後來演變為斜紅型式。

## 針神
薛靈芸擅長針黹，能作精妙的針線活，即便在昏暗的燭光下也能做出精細的刺繡，因而被後世奉為針神。薛靈芸入宮後，出自其手的針線製品深受魏文帝喜愛，魏文帝甚至到了非薛靈芸裁製的衣物就不穿著的地步。